# 마르카마모셋
마르카마모셋 (Mico marcai)은 신세계원숭이에 속하는 마모셋 원숭이의 일종이다. 브라질에서 발견된다.